# Lega Serie A
Lega Nazionale Professionisti Serie A (tiếng Ý, nghĩa là Giải chuyên nghiệp quốc gia Serie A), thường được gọi là LNPA hoặc Lega Serie A, là cơ quan quản lý điều hành các giải đấu bóng đá chuyên nghiệp lớn ở Ý, nổi bật nhất là Serie A.
Nó được thành lập vào ngày 1 tháng 7 năm 2010. Trước đây, bản quyền truyền hình của các câu lạc bộ Serie A được bán riêng và "Serie A" phải hỗ trợ tài chính cho Serie B thông qua việc chia một phần doanh thu truyền hình Serie A cho các câu lạc bộ Serie B. Vào ngày 30 tháng 4 năm 2009, Serie A tuyên bố tách khỏi Serie B khi 19 trong số 20 câu lạc bộ bỏ phiếu ủng hộ việc này. Lecce bị đe dọa xuống hạng đã bỏ phiếu chống lại.
Lega Serie A tiếp quản hầu hết các giải đấu do Lega Calcio tổ chức trước đây, cụ thể là Serie A, Coppa Italia, Supercoppa Italiana, và các giải trẻ Campionato Primavera 1, Coppa Italia Primavera và Supercoppa Primavera. Serie B hiện được tổ chức bởi Lega Serie B, giải đấu cũng được thành lập vào năm 2010.